# Domitia pilosicollis
Domitia pilosicollis är en skalbaggsart som först beskrevs av Hope 1843.  Domitia pilosicollis ingår i släktet Domitia och familjen långhorningar.
Artens utbredningsområde är Liberia. Inga underarter finns listade i Catalogue of Life.